# Coomansus meridionalis
Coomansus meridionalis är en rundmaskart som beskrevs av Jiménez Guirado, Wouts och Domingo Bello y Espinosa 1998. Coomansus meridionalis ingår i släktet Coomansus, ordningen Mononchida, klassen Adenophorea, fylumet rundmaskar och riket djur. Inga underarter finns listade i Catalogue of Life.